# Безрельсовый транспорт
Безре́льсовый тра́нспорт — общее название всех сухопутных видов транспорта, не использующих рельсовый путь.
Для движения безрельсовых видов транспорта достаточно любой ровной твёрдой поверхности. При регулярном движении дороги образуются сами собой, тем не менее в большинстве случаев их приходится строить специально и покрывать слоем асфальтобетона или другого подходящего материала. Дороги без твёрдого покрытия сильно пылят в сухую погоду, а во время дождей и особенно весеннего таяния снегов раскисают.
Важным свойством безрельсовых транспортных средств является их проходимость — способность двигаться по неровному и/или мягкому грунту. Наилучшей проходимостью обладают гусеничные машины — в то же время они дорого стоят и не способны развивать высокую скорость; при движении по дорогам они разрушают дорожное покрытие. Некоторые виды безрельсовых транспортных средств могут также перемещаться по рельсам и по воде (движущиеся в нескольких средах называются амфибиями).

## Габариты
Для одиночных транспортных средств, двигающихся по дорогам общего пользования, в Российской Федерации — России и многих других государствах и странах действует ограничение ширины 2,5 метра, высоты 4 метра и длины 12 метров; у автопоездов длина может составлять 24 метра и более. Для движения машин с бо́льшими габаритами требуется специальное разрешение. Внедорожные транспортные средства могут быть значительно больше, но на практике почти всегда требуется обеспечить возможность их перевозки по железной дороге, поэтому их ширина чаще всего не превышает 3,4 метра (в России). Машины с бо́льшими габаритами (например, карьерные самосвалы) часто приходится перевозить в разобранном виде (см. также крупногабаритный груз).

## Автотранспорт

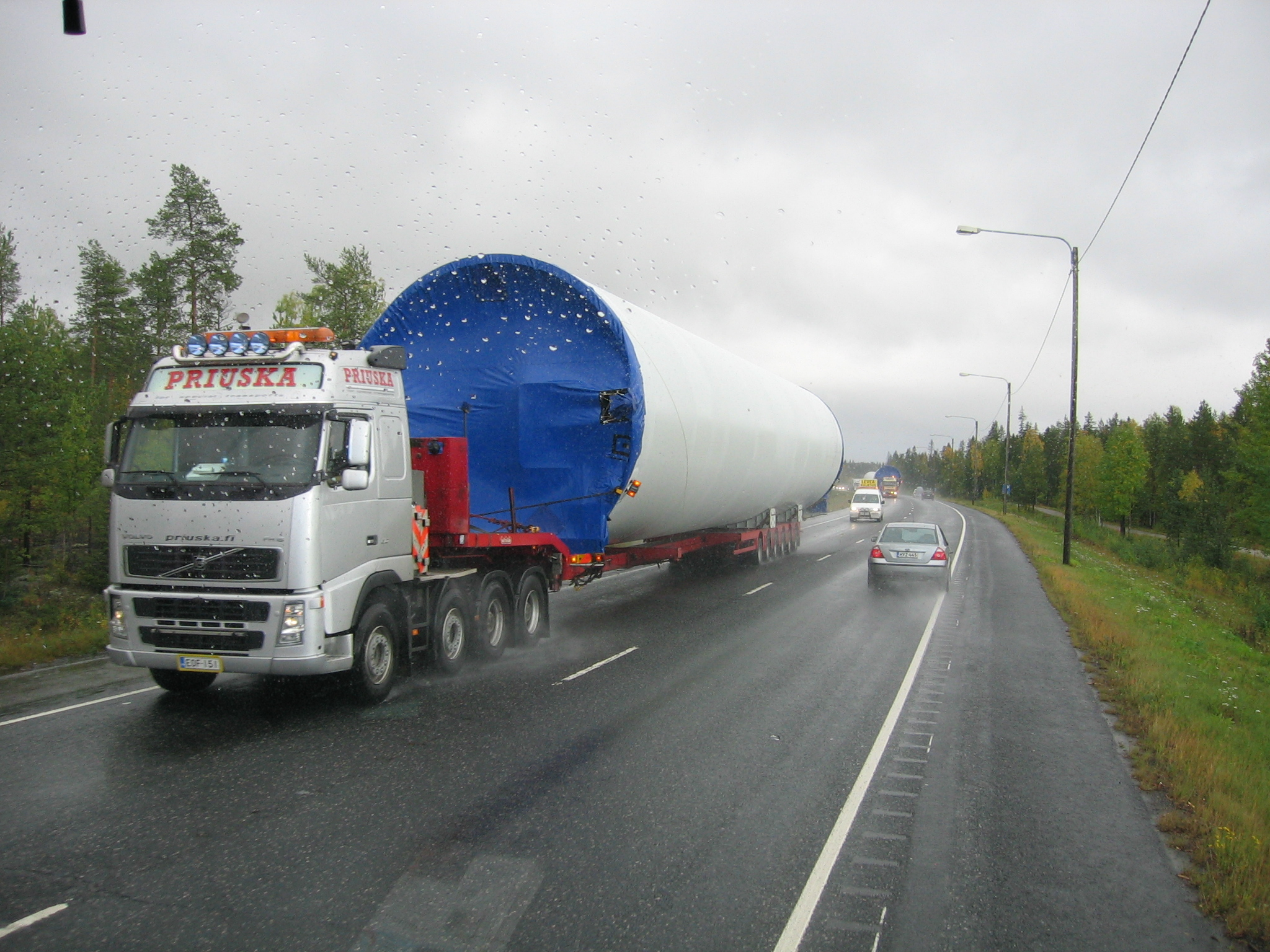
Грузовой автотранспорт

В автотранспорте выделяют грузовой автотранспорт и пассажирский автотранспорт.

## Автопоезда
Как правило, под автопоездами понимают любые грузовые транспортные средства с одним прицепом и более.
В Австралии под автопоездами понимают гигантские автотрейлеры с большим количеством прицепов.

## Троллейбусные поезда
12 июня 1966 года Владимир Веклич в Киеве запустил в эксплуатацию первый в мировой практике троллейбусный поезд. Он состоял из двух троллейбусов МТБ-82, соединённых между собой по системе Владимира Веклича. В отличие от автопоездов (транспортное средство с одним прицепом и более), троллейбусные поезда состоят из двух одинаковых единиц подвижного состава и управляются по системе многих единиц. Поезда были успешно внедрены более чем в 20 городах бывшего СССР (только в Киеве — 296 поездов, что составило 55 процентов от всего троллейбусного парка города). С помощью троллейбусов, соединенных по системе Владимира Веклича, на ряде маршрутов реализована провозная способность до 12 тысяч пассажиров в час в одном направлении. В составе поездов эксплуатировались троллейбусы МТБ-82, Киев-2, Киев-4, Škoda 9Tr и ЗиУ-9. Города СССР, где эксплуатировались троллейбусные поезда, их количество и тип подвижного состава представлены в таблице «Города СССР, в которых работали поезда из троллейбусов, соединённых по системе Владимира Веклича».

## Контроль
В России:
- транспортные средства, передвигающиеся по дорогам общего пользования, подчиняются ГИБДД; все прочие подчиняются Гостехнадзору.
- контроль и надзор за правовым порядком международных автомобильных, коммерческих грузовых, а также коммерческих пассажирских перевозок (в том числе легковым автотранспортом) осуществляет Федеральная служба по надзору в сфере транспорта России

## Типы безрельсовых транспортных средств
- Авиамобиль
- Автобус
- Автокар
- Автомобиль
- Амфибия
- Аэросани
- Багги
- Вездеход
- Веломобиль
- Велосипед
- Летающий автомобиль
- Мопед, мокик, мофа, скутеретта
- АТВ, квадроцикл
- Мотороллер
- Мотоцикл
- Повозка
- Пневмоход
- Рутьер
- Сани
- Снегоболотоход
- Снегоход
- Судно на воздушной подушке
- Телега
- Трактор
- Троллейбус
- Троллейкар
- Шнекоход
- Электробус
- Электрокар
- Электромобиль
- Электроцикл, электророллер

## История

### Первый транспорт
Первым видом дорожного транспорта были лошади и волы, несшие товары по дорожкам, часто совпадавшим с тропами зверей. По мере развития коммерции пути стали выравнивать и расширять, чтобы они соответствовали возросшей деятельности людей.

### Дороги Римской империи
С появлением Римской империи у многочисленных армий возникла необходимость быстрого перемещения из одной области в другую, а существовавшие тогда дороги часто были размытыми, что значительно задерживало передвижение большой массы войск. Для разрешения данной проблемы римляне построили отличные дороги. Дороги Римской империи использовали глубокое дорожное полотно из битого камня в качестве нижнего слоя для того, чтобы дороги были сухие. Благодаря битому камню вода уходила, вместо того, чтобы превратиться в грязь на глиняных почвах. Легионы быстро передвигались по ним, а некоторые из тех дорог до сих пор используются.
На наиболее трудно преодолеваемых маршрутах использовались дополнительные слои, включавшие в себя шестиугольные камни или кирпичи для мощения, уменьшавшие пыль, а также скольжение колёс. Кирпич позволил римским колесницам передвигаться очень быстро, что обеспечивало хорошую связь с римскими провинциями. Сельские дороги часто мостились, прежде всего, в сторону города, для того, чтобы продукция была чистой. Для уменьшения ударов в транспорт на лошадиной тяге были внедрены первые виды пружин и рессор, так как сначала мостовые часто были не идеально выложены.

### Промышленная революция
С началом промышленной революции были разработаны паровые двигатели, но в большинстве своём они были слишком тяжёлыми для обычных дорог и применялись на железных дорогах, где вес воспринимался рельсами, уменьшавшими также сопротивление движению. Следует заметить, что обычная ширина британской рельсовой колеи (1435 мм) такая же, как и колея римских колесниц, так как это был обычный размер колеи повозок с тех пор.

### Асфальт
Во времена Индустриальной революции, а также из-за развития вследствие этого коммерции, улучшенное дорожное сообщение стало крайне необходимым. Дождь вместе с грязными дорогами заставил торговлю увязнуть в грязи. Шотландец по имени МакАдам (McAdam) разработал первое современное шоссе. Он создал недорогой материал для дорожного полотна из соединения почвы и камня (также известный как «макадам» («macadam»)). МакАдам также насыпал дорогу на несколько футов выше, чем окружающая местность, чтобы заставить воду стечь с её поверхности (тем самым он дал рождение термину автострада (от англ. «highway» — высокая дорога)). Когда же его состав покрыли гудроном (от англ. «tar» — смола, гудрон), его стали называть «tarmacadam», или просто «tarmac» — асфальт.

### Пневматические шины
Когда лошадиные экипажи были заменены автомобилями и грузовиками, а скорости увеличились, необходимость в гладких дорогах и меньших вертикальных колебаниях стала более очевидной, вследствие чего, были разработаны пневматические шины для уменьшения явно излишней жёсткости.

### Платные дороги
С развитием, массовым производством и всеобъемлющей популярностью автомобиля, стали необходимы дороги с большей пропускной способностью. В 1920-е годы появились автострады с ограниченным доступом. Их отличительными чертами были двойные проезжие части с пунктами доступа, ограничивающими (но не всегда) смешивание различных классов автомобилей. Их двойные проезжие части пропускали большое количество автомобилей, а отсутствие необходимости в светофорах, наряду с маленькими наклонами и плавными поворотами, позволило достигать бо́льших скоростей. Велосипедисты также вскоре выступили за поддержку хороших дорог.
Первые дороги с ограниченным доступом были Парковые (от амер. «Parkways»). Их так называли из-за их часто «паркоподобного» ландшафта, а в районе Метрополитен, в Нью-Йорке, они соединяли местную систему парков. В 1930-х появились Немецкие Автобаны (от нем. «Autobahn» — автомобильная дорога, автострада), которые высоко подняли стандарты проектирования дорог и их скорости. В том же десятилетии США начали строительство платных дорог по подобным жёстким требованиям.
В поздние 1940-е и ранние 1950-е, после Второй мировой войны, прервавшей развитие автомагистралей, США продолжили строительство платных дорог. Они должны были удовлетворять ещё более жёстким требованиям и стандартам. Одна из дорог — Нью-Йоркская штатная магистраль (от амер. «NY State Thruway») — удовлетворяла этим требованиям и стала прототипом для Американской Межштатовой Автодорожной Системы (от амер. — «American Interstate Road System») Эта система использует полосы движения шириной в 12 футов (3,65 метра), широкие разделительные полосы, уклоны максимум 4 % и полный контроль доступа к ним. Система была запущена в середине 1950-х и создала сеть континентальных масштабов для соединения каждого населённого пункта с числом жителей от 50 000 и более.